# Titularbistum Satrianum
Satrianum (ital.: Satriano) ist ein Titularbistum der römisch-katholischen Kirche.
Das frühere Bistum mit Sitz in Satriano di Lucania wurde 1525 mit dem Bistum Campagna vereinigt und 1818 aufgehoben. Der Ort liegt heute in der italienischen Provinz Potenza.
| Titularbischöfe von Satrianum |                                                        |                                           |                  |                   |
| Nr.                           | Name                                                   | Amt                                       | von              | bis               |
| 1                             | Ramon Iglésias Navarri                                 | emeritierter Bischof von Urgell (Spanien) | 29. April 1969   | 11. Dezember 1970 |
| 2                             | Paul Augustin Mayer OSB Titularerzbischof pro hac vice | Kurienerzbischof                          | 6. Januar 1972   | 25. Mai 1985      |
| 3                             | Patrick Coveney Titularerzbischof pro hac vice         | Apostolischer Nuntius                     | 27. Juli 1985    | 22. Oktober 2022  |
| 4                             | Emilio Nappa Titularerzbischof pro hac vice            | Kurienerzbischof                          | 3. Dezember 2022 |                   |